# Saab Sonett
Sonett — це назва трьох моделей спортивних автомобілів шведського автовиробника Saab. Вони випускалися між 1955 і 1974 роками.

## Історія моделі

### Сонет І

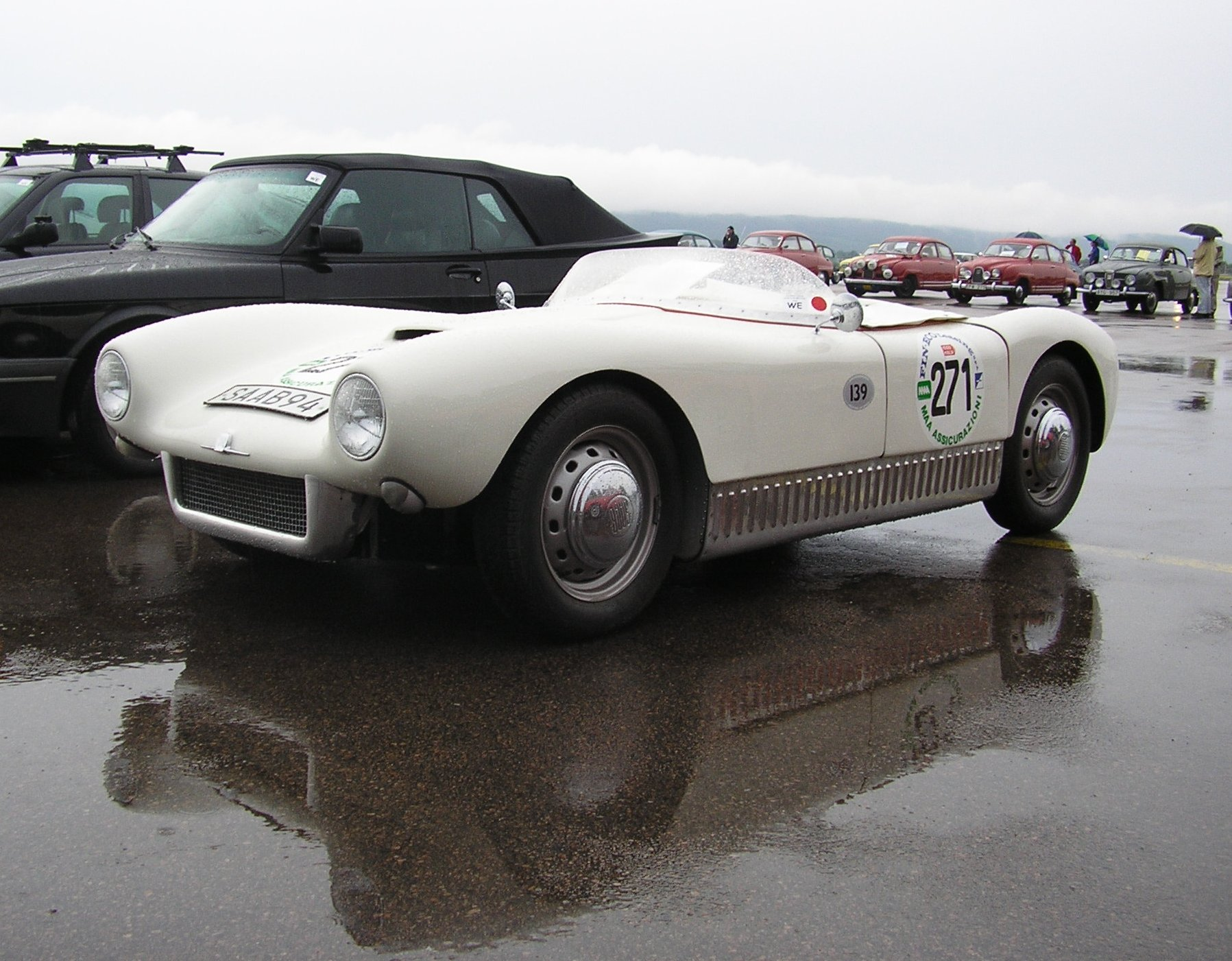
Saab Sonett I (1955–1957)

У середині 1950-х років компанія Saab запустила програму розвитку спортивного сектора і розробила Saab Sonett I (94), який був представлений на Стокгольмському автосалоні в 1955 році і випускався до початку 1957 року. Полегшена конструкція з легким металевим монококом складалася з клепаних алюмінієвих пластин. Двигун, 3-циліндровий двотактний двигун з робочим об’ємом 748 см3 і потужністю 57,5 к.с. Максимальна швидкість автомобіля, який важив трохи менше 500 кг, становила 160 км/год. Було випущено лише шість автомобілів. Автомобіль мав довжину 3480 мм, ширину 1420 мм і висоту 825 мм. Колісна база становила 2210 мм.

#### Двигун
- 0.8 L (748 см3) Saab 2-stroke I3 57,5 к.с.

### Сонет II

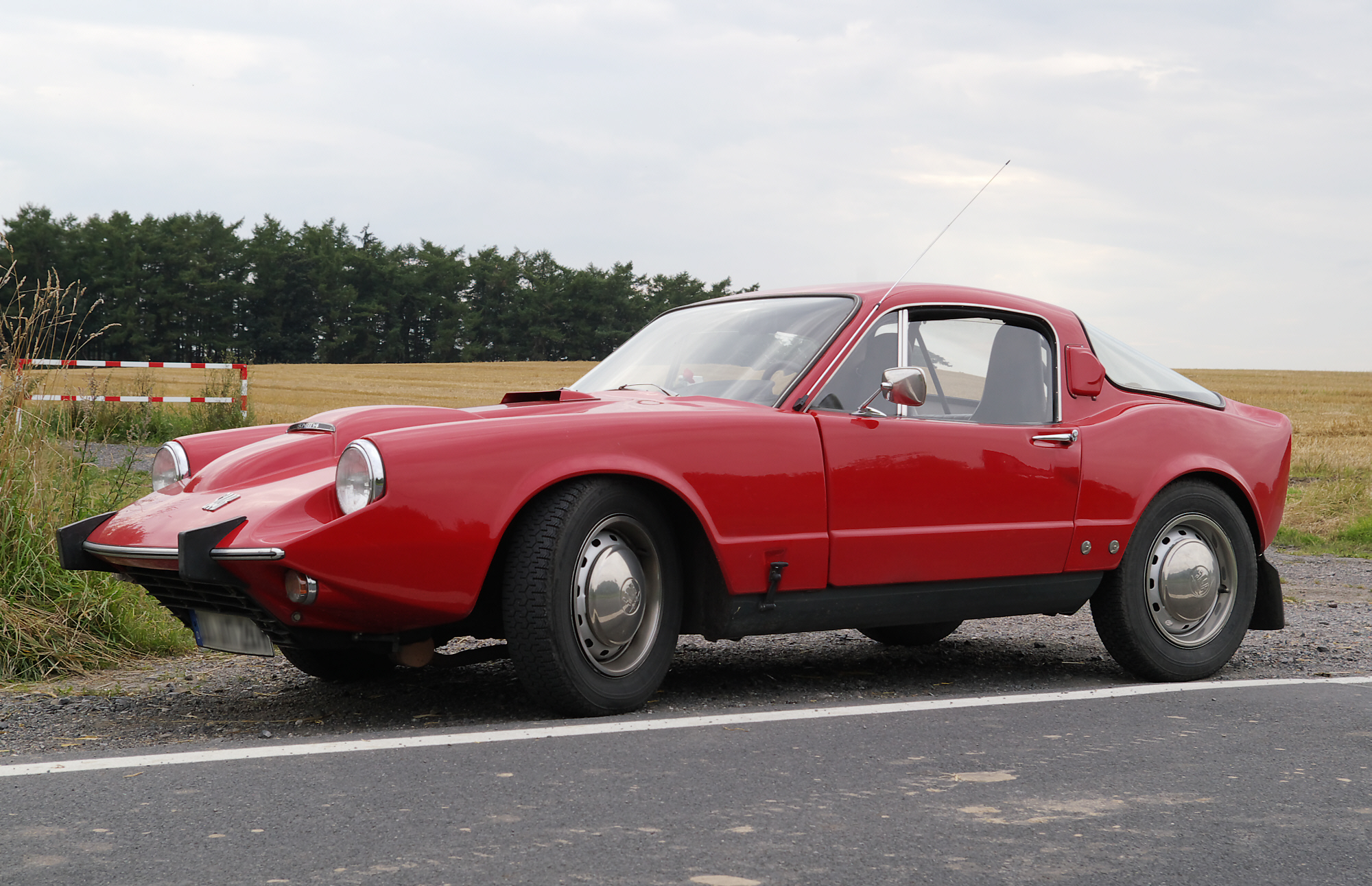
Saab Sonett V4

Saab 97 Sonett II був анонсований у 1965 році як прототип Saab із зазначенням, що в США є попит на такий автомобіль.
Розроблений як гоночний автомобіль, Sonett II успішно конкурував з іншими невеликими європейськими спортивними автомобілями, включаючи Austin-Healey Sprite і Triumph Spitfire, у гонках Клубу спортивних автомобілів Америки (SCCA) того періоду. Через низький обсяг виробництва його було дискваліфіковано з деяких змагань.
Він випускався серійно з 1966 по 1970 рік, спочатку з 748-кубовим 3-циліндровим двотактним двигуном Saab 96, потужність якого знову була збільшена до 60 к.с. при 5200 об/хв порівняно зі спортивною версією 96, і він був оснащений трьома карбюраторами Solex, що забезпечувало максимальну швидкість приблизно 150-160 км/год і прискорювало автомобіль від 0 до 100 км/год за 12,5 секунд. Максимальний крутний момент становив 94,2 Нм при 4000 об/хв. Також був доступний 3-циліндровий двигун об'ємом 841 см3. Маленьке купе (довжина: 3784 мм, ширина: 1447 мм, висота: 1168 мм) мало кузов зі склопластику, власна маса становила приблизно 660 кг. У 1965 році був представлений інший прототип, але він не пішов у серійне виробництво, зі склопластиковим кузовом, подовженим до 4,15 м. Sonett 97 (II) також був доступний як Sonett V4 з двигуном Ford Taunus V4, який виробляв 65 к.с. (при 4700 об/хв) з робочим об’ємом 1498 см3. Максимальний крутний момент у цій версії становив 115 Нм при 2500 об/хв. Максимальна швидкість становила 160 км/год, автомобіль розганявся від 0 до 100 км/год за 12,5 секунди і важив порожній приблизно 770 кг. 
Незважаючи на тьмяний маркетинг Saab, незвичайні особливості та химерний дизайн, Sonett V4 знайшов ринкову нішу в США завдяки успішним гоночним виступам Sonett II SCCA. Його основними конкурентами були британські родстери, включаючи MG Midget і MG MGB, Triumph TR5, TVR Grantura і Austin-Healey Sprite Mark IV.
Всього було випущено 1868 одиниць, 258 автомобілів з 3-циліндровим двигуном і 1610 автомобілів з двигуном Ford V4.

#### Двигуни
- 0.8 L (748 см3) Saab two-stroke I3 60 к.с. при 5200 об/хв 94,2 Нм при 4000 об/хв
- 0.8 L (841 см3) Saab two-stroke I3
- 1.5 L (1,498 см3) Ford Taunus V4 65 к.с. при 4700 об/хв 115 Нм при 2500 об/хв

### Сонет III

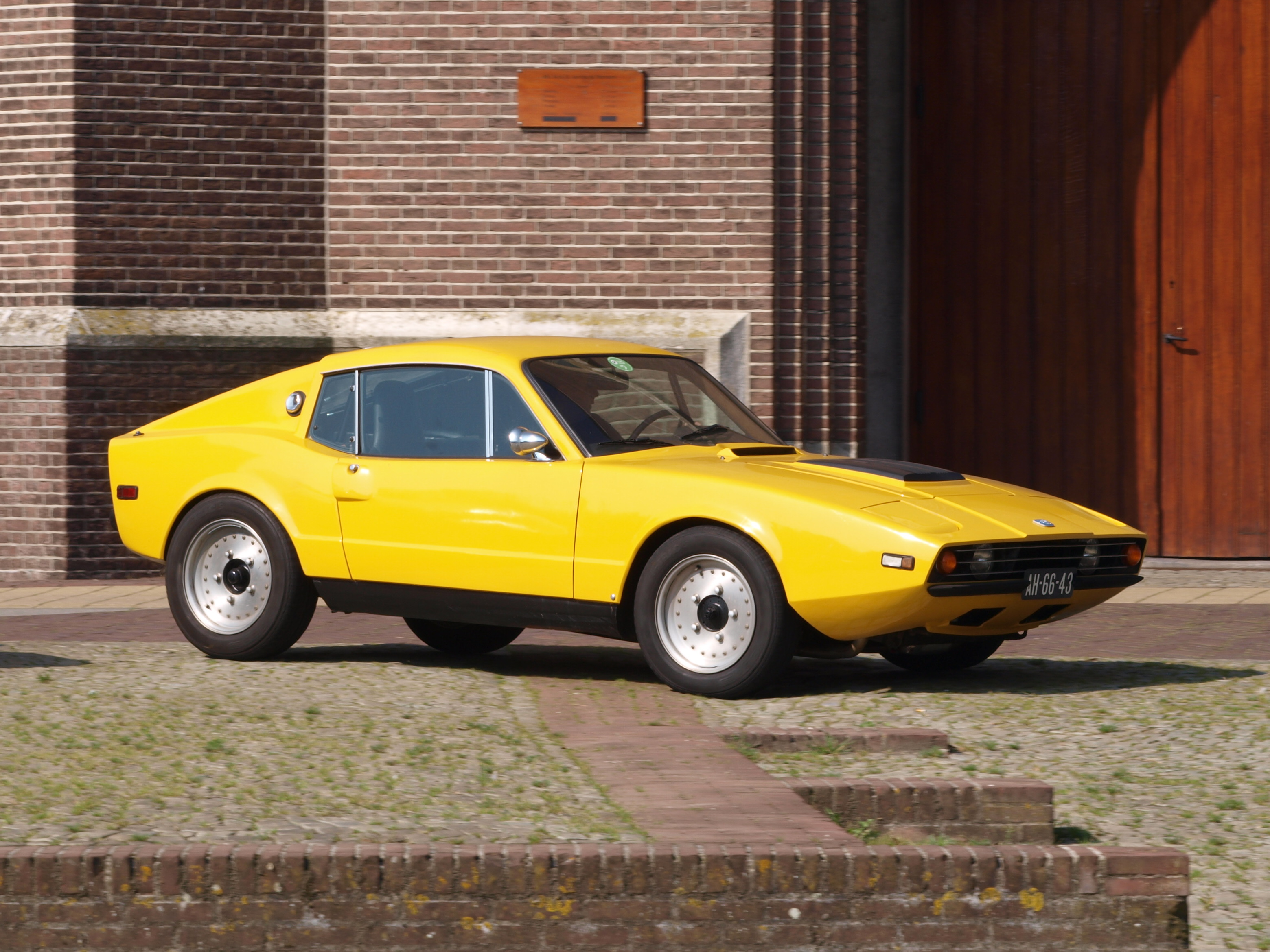
Saab Sonnett III V4

У 1969 році туринська дизайнерська компанія Coggiola знову переробила кузов Sonett Saab. Це призвело до того, що Sonett III, оснащений тим же двигуном V4 від Ford, випускався з 1970 по 1974 рік. У 1971 році робочий об'єм був збільшений до 1699 см3. Потужність залишилася на рівні 65 к.с. Автомобіль мав довжину 3900 мм, ширину 1500 мм і висоту 1190 мм. Sonett III був першим Saab у серії V4 із встановленим на підлозі важелем перемикання передач. Коефіцієнт опору склав 0,31. Через високу ціну продажу Sonett III знайшов менше покупців, ніж очікувалося, а американські закони про викиди та безпеку призвели до припинення виробництва лише після 8351 автомобіля. Найуспішніший рік для Saab 97 був також останнім. У 1974 році було випущено 2483 Сонети. Список усіх номерів шасі задокументовано в каталозі запчастин Saab.

#### Двигуни
- 1.5 L (1,498 см3) Ford Taunus V4 65 к.с. при 4700 об/хв 115 Нм при 2500 об/хв
- 1.7 L (1,699 см3) Ford Taunus V4 65 к.с.